# Logan Rogerson
Logan Rogerson (Hamilton, 28 de mayo de 1998) es un futbolista neozelandés que juega como delantero en el Auckland F. C. de la A-League.

## Carrera
Arribó al Wanderers en 2013. Aunque solía aparecer en la ASB Youth League y no en el primer equipo, sobre el final de la ASB Premiership 2013-14 hizo su debut en un partido ante el Auckland City. Luego de disputar tres partidos más la siguiente temporada, fue contratado por el Wellington Phoenix Reserves en 2015. Sin haber siquiera llegado a disputar un partido, Rogerson firmó por tres años con el primer equipo.

### Clubes
| Club                        | País          | Año           |
| --------------------------- | ------------- | ------------- |
| Wanderers                   | Nueva Zelanda | 2014-2015     |
| Wellington Phoenix Reserves | Nueva Zelanda | 2015          |
| Wellington Phoenix F. C.    | Nueva Zelanda | 2015-2018     |
| F. C. Carl Zeiss Jena       | Alemania      | 2018-2019     |
| Auckland City F. C.         | Nueva Zelanda | 2019-2021     |
| HJK Helsinki                | Finlandia     | 2021          |
| F. C. Haka                  | Finlandia     | 2021-2023     |
| F. C. Noah                  | Armenia       | 2024          |
| Auckland F. C.              | Nueva Zelanda | 2024-presente |

### Selección nacional
Fue parte de la selección neozelandesa sub-17 que ganó el Campeonato de la OFC 2015. Convirtió 11 goles en 5 partidos, coronándose además como el goleador del certamen. Participó en los cuatro partidos que los Young All Whites jugaron en la Copa Mundial Sub-17 de 2015. Representando al combinado sub-20 ganó el Campeonato de la OFC 2016 y participó en la Copa Mundial de 2017.
Con el seleccionado sub-23 afrontó los Juegos del Pacífico 2015, en donde marcó un triplete ante Nueva Caledonia. Posteriormente ese año, fue convocado para disputar un amistoso ante Birmania con los All Whites, aunque su debut sería en el partido siguiente, ante Omán.

#### Partidos y goles internacionales
| Partidos y goles internacionales | Partidos y goles internacionales | Partidos y goles internacionales | Partidos y goles internacionales | Partidos y goles internacionales | Partidos y goles internacionales    | Partidos y goles internacionales |
| #                                | Fecha                            | Estadio                          | Rival                            | Resultado                        | Competición                         | Gol(es)                          |
| -------------------------------- | -------------------------------- | -------------------------------- | -------------------------------- | -------------------------------- | ----------------------------------- | -------------------------------- |
| 2015                             |                                  |                                  |                                  |                                  |                                     |                                  |
| 1                                | 12 de noviembre                  | Estadio Al-Seeb, Mascate         | Omán                             | 1 – 0                            | Amistoso                            |                                  |
| 2016                             |                                  |                                  |                                  |                                  |                                     |                                  |
| 2                                | 28 de mayo                       | Sir John Guise, Puerto Moresby   | Fiyi                             | 3 – 1                            | Copa de las Naciones de la OFC 2016 |                                  |
| 3                                | 4 de junio                       | Sir John Guise, Puerto Moresby   | Islas Salomón                    | 1 – 0                            | Copa de las Naciones de la OFC 2016 |                                  |

## Palmarés

### Títulos internacionales
| Título                         | Club (*)             | País                  | Año  |
| ------------------------------ | -------------------- | --------------------- | ---- |
| Campeonato Sub-17 OFC          | Nueva Zelanda sub-17 | Samoa Samoa Americana | 2015 |
| Copa de las Naciones de la OFC | Nueva Zelanda        | Papúa Nueva Guinea    | 2016 |
| Campeonato Sub-20 OFC          | Nueva Zelanda sub-20 | Vanuatu               | 2016 |

(*) Incluyendo la selección.